# Заклик генерала Шарля де Голля «До всіх французів!» (18 червня 1940)

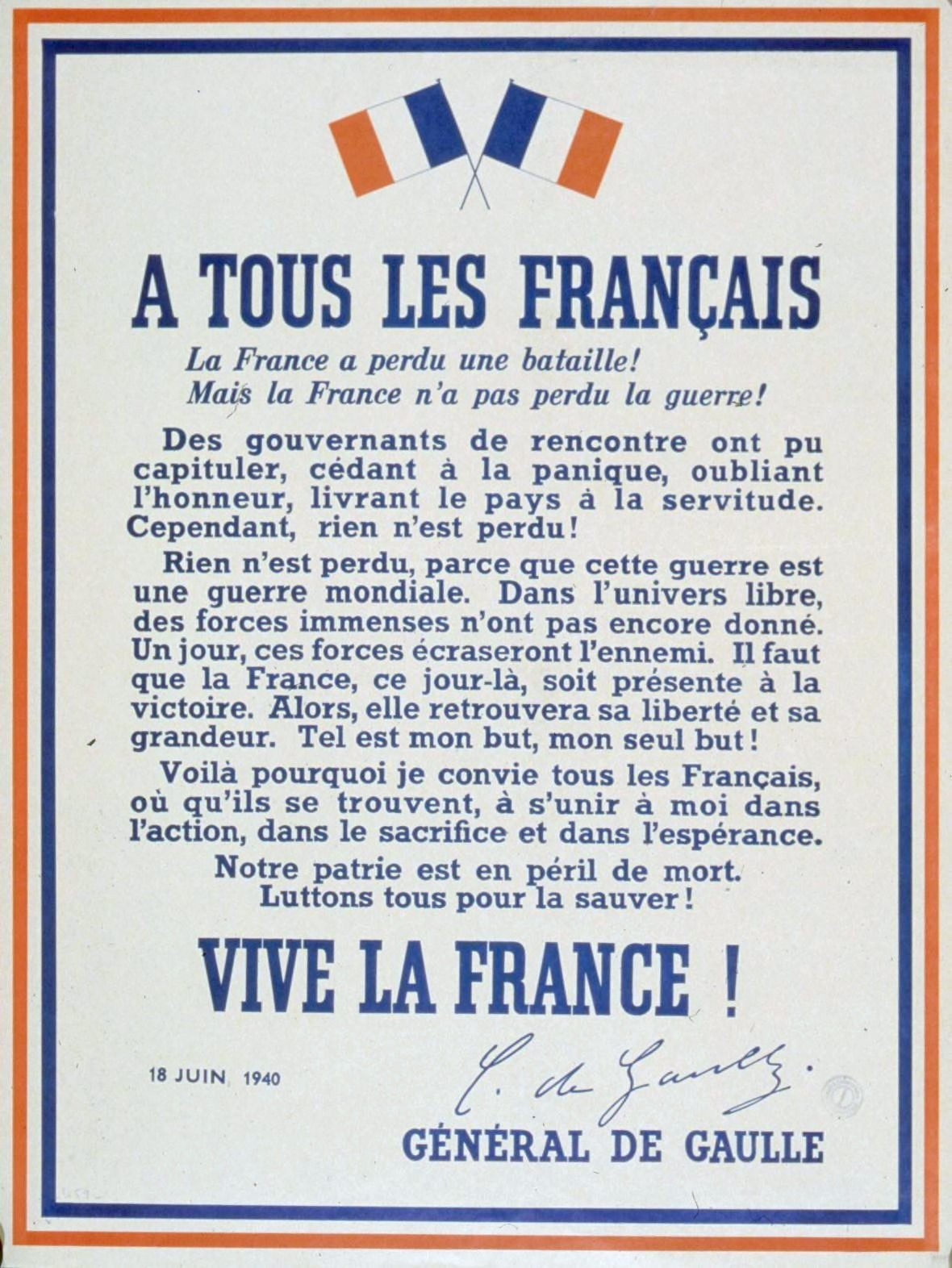
Листівка з Промовою 18 червня, що розповсюджувалась на окупованій території Франції, 1940

Промова 18 червня 1940 року, або звернення «До всіх французів» генерала Шарля де Голля увійшла в історію Франції як символ французького Опору, його стартова точка.

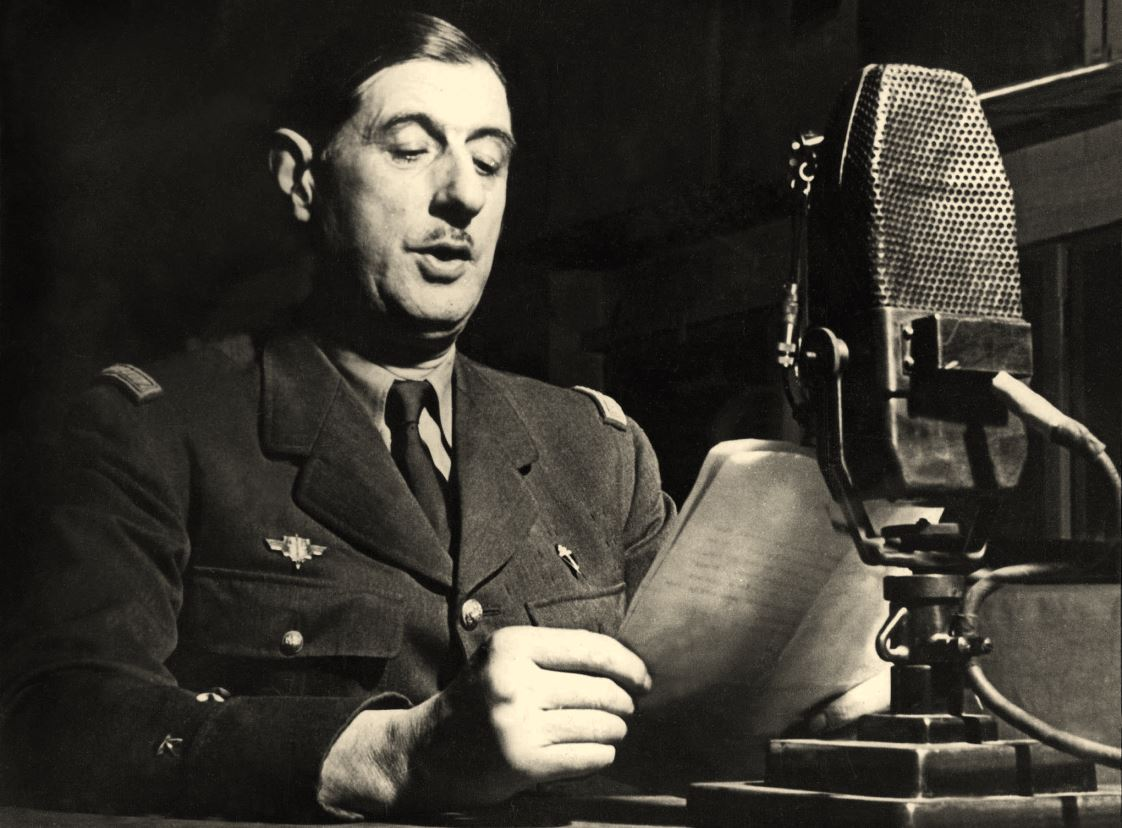
Шарль де Голль біля мікрофона радіостанції BBC. Лондон, 30 жовтня 1941 року

## Передісторія
22 червня 1940 року в Комп'єнському лісі було підписано перемир'я між Німеччиною та Францією, що по суті означало капітуляцію останньої. Тоді легітимний коаліційний уряд — уряд, очолюваний маршалом Петеном — припинив опір гітлерівцям, та вступив з нацистською Німеччиною у союз. В цій складній ситуації де Голль, як майбутній лідер Франції, продовжив робити все, для того, щоб французький рух опору отримав визнання воюючої сторони з боку британського прем'єра Черчилля та Рузвельта.
18 червня 1940 року стало кульмінаційним днем для початку офіційного визнання французького руху Опору учасниками антигітлерівської коаліції. Цього дня генерал французької армії де Голль вперше виступив з Лондона по радіо Бі-Бі-Сі та звернувся до французів, які продовжували чинити опір нацистським військам.
На факт виступу 18 червня маловідомого французького генерала мало хто звернув увагу. Представники радіо Бі-Бі-Сі теж не вважали за потрібне записувати цю, як виявилось пізніше, «знакову промову». Тому існуючий архівний запис не є записом оригінальної промови виголошеної 18 червня, а її повтором, промови записаної через чотири дні.
На території окупованої Франції розповсюджувались листівки «До всіх французів» (фр. A tous les Francais), в яких генерал де Голль закликав не припиняти боротьби проти нацистської Німеччини.
Вже 28 червня 1940 р. уряд Вінстона Черчиля заявив про визнання Шарля де Голля незалежним лідером та представником руху «Вільна Франція» (з 1942 р. «Воююча Франція»), який невдовзі приєднався до антигітлерівської коаліції та став її повноправним членом.
У 2005 році ЮНЕСКО включила промову Шарля де Голля в реєстр «Пам'ять світу». У 2010 році з нагоди 70 річниці виступу Шарля де Голля випущено пам'ятну монету номіналом 2 євро.